# Granger (Washington)
Granger je grad u američkoj saveznoj državi Washington. Prema popisu stanovništva iz 2010. u njemu je živjelo 3.246 stanovnika.